# كوشكان
كوشكان (بالفارسية: کوشکان) هي قرية تقع في قسم غلمكان الريفي (مقاطعة تشناران) في إيران. يقدر عدد سكانها بـ 123 نسمة بحسب إحصاء 2016.